# Love (album The Beatles)
Love – remix album zespołu The Beatles wydany 20 listopada 2006 (w USA 21 listopada 2006). Nie zawiera premierowego materiału, lecz miksy George’a Martina oraz jego syna Gilesa.

## Charakterystyka albumu
Martinowie sięgnęli po taśmy źródłowe ze studia Abbey Road i przearanżowali 26 utworów, które trafiły na album. Pierwotnie muzyka z wydawnictwa wykorzystana została jako podkład muzyczny w przedstawieniu o tym samym tytule, wystawianym w teatrze Mirage w Las Vegas przez słynną grupę cyrkową Cirque du Soleil.
Album wydano w czterech wersjach: 2-płytowej winylowej, 1-płytowej CD, rozszerzonej 2-płytowej DVD-Audio (w przeciwieństwie do wersji CD, została nagrana w systemie 5.1 surround), a 8 lutego 2011 został udostępniony również w formie plików do pobrania ze sklepu iTunes z dwoma dodatkowymi utworami: „The Fool On The Hill” oraz „Girl”.

## Lista utworów
Wszystkie piosenki napisane przez spółkę Lennon/McCartney (prócz wyróżnionych w nawiasach).
1. „Because” – 2:44
  - wersja znana z wydawnictwa „Anthology III” (wokal) z elementami „Across the Universe” (śpiew ptaków) i orkiestracją „A Day in the Life”
2. „Get Back” – 2:05
  - zawiera dźwięk początkowy gitary z „A Hard Day’s Night”, elementy „The End” (solo gitarowe i perkusyjne), „wariującą” orkiestrę z „A Day in the Life” oraz „strojenie” orkiestry z „Sgt. Pepper’s Lonely Hearts Club Band”
3. „Glass Onion” – 1:20
  - zawiera elementy „Hello Goodbye”, „Penny Lane”
4. „Eleanor Rigby/Julia Transition” – 3:05
  - z dłuższym niż powszechnie znanym wstępem
5. „I Am The Walrus” – 4:28
  - z dłuższym rozwinięciem z efektami syreny policyjnego radiowozu i naliczaniem George’a Martina. Jest to zarazem pierwszy od 1967 roku pełny miks stereo tej piosenki (poza celowym pozostawieniem w jednym kanale smyczków przez kilka sekund mniej więcej w ok. drugiej minucie)
6. „I Want To Hold Your Hand” – 1:26
  - złożona z nagrania studyjnego oraz okrzyków publiczności z koncertów
7. „Drive My Car/The Word/What You’re Doing” – 1:54
  - płynne i luźne powiązanie elementów tych trzech piosenek z dołączoną solówką gitarową z utworu „Taxman”
8. „Gnik Nus” – 0:55
  - fragment „Sun King” puszczony od tyłu
9. „Something/Blue Jay Way Transition” (Harrison) – 3:29
  - zawiera elementy „Nowhere Man”
10. „Being For The Benefit of Mr. Kite!/I Want You She’s So Heavy/Helter Skelter” – 3:22
11. „Help!” – 2:18
  - z dłuższym wybrzmiewaniem „mruczenia” na końcu utworu
12. „Blackbird/Yesterday” – 2:31
  - łączące się fragmenty tych dwóch utworów
13. „Strawberry Fields Forever” – 4:31
  - demo wersja zmiksowana z powszechnie znaną wersją studyjną, zawierającą elementy „Sgt. Pepper’s Lonely Hearts Club Band”, „In My Life”, „Penny Lane”, „Piggies”, „Hello Goodbye”, „Tomorrow Never Knows”
14. „Within You Without You/Tomorrow Never Knows” (Harrison) i (Lennon/McCartney) – 3:07
  - połączone różne części z obu utworów przenikające się wzajemnie
15. „Lucy in the Sky with Diamonds” – 4:10
  - z dłuższym rozwinięciem początkowych dźwięków oraz odgłosem „mew” z „Tomorrow Never Knows”
16. „Octopus’s Garden” Ringo Starr – 3:18
  - zawiera elementy „Yellow Submarine” oraz (jako wstęp) „Good Night”
17. „Lady Madonna” – 2:56
  - zawiera riff gitarowy z „Hey Bulldog”
18. „Here Comes The Sun/The Inner Light Transition” (Harrison) – 4:18
  - zawiera elementy „Within You Without You”
19. „Come Together/Dear Prudence/Cry Baby Cry Transition” – 4:45
  - zawiera elementy z „A Day in the Life” i „Eleanor Rigby”
20. „Revolution” – 3:23 DVD-Audio version / 2:14 CD version
21. „Back In The U.S.S.R.” – 2:34 DVD version / 1:54 CD version
22. „While My Guitar Gently Weeps” (Harrison) – 3:46
  - akustyczna wersja piosenki z dołożoną aranżacją orkiestry, jest to jedyny element „Love” który nie pochodzi z oryginalnych nagrań i został dograny
23. „A Day in the Life” – 5:08
  - zawiera elementy z pierwszego nagrania tego utworu, słynne „Sugarplum fairy” Johna Lennona
24. „Hey Jude” – 3:58
  - z końcówką zawierającą elementy „A Day in the Life”
25. „Sgt. Pepper’s Lonely Hearts Club Band Reprise” – 1:22
26. „All You Need Is Love” – 3:38
  - zawiera w końcowej części elementy „Rain”, „Sgt. Pepper’s Lonely Hearts Club Band”, „Good Night” oraz słowne życzenia beatlesów.

## Nagrody i pozycja na listach przebojów
Płyta w Polsce uzyskała status platynowej płyty.

## Opinie
Wiesław Weiss, recenzja w piśmie Teraz Rock: Beatlesi trafili do Las Vegas. John Lennon, który nigdy nie wybaczył Elvisowi, że skończył jako malowana kukła prężąca opasłe brzuszysko w stolicy hazardu, w grobie się pewnie przewraca, ale cóż, stało się: muzyka największego zespołu świata posłużyła za oprawę widowiska cyrkowego wystawianego w Las Vegas.